# Popular TV CLM
Popular TV CLM es el nombre de una cadena privada de televisión de ámbito autonómico de Castilla-La Mancha (España), que operó entre 2013 y 2015. Estaba gestionada por Popular TV Guadalajara, pero como cadena independiente.

## Historia
Tras adquirir la licencia de emisión del antiguo canal VOZ CLM, el 4 de octubre de 2013 comenzó sus emisiones regulares dentro del segundo Mux de ámbito autonómico para Castilla-La Mancha gracias a una idea de Popular TV Guadalajara. Sus emisiones abarcan toda Castilla-La Mancha. La programación y emisiones del canal diferencia casi al completo del canal Popular TV Guadalajara, por lo que ambos son 2 canales completamente diferentes aunque son creados desde la misma sede.   
Desde el día 26 de octubre de 2014 y debido al dividendo digital de la TDT, el canal abandono la frecuencia antigua del 2.º Mux manchego para pasar a emitir en la misma frecuencia que el canal autonómico público Castilla-La Mancha Televisión, haciendo que su audiencia aumente considerablemente ya que desde ese mes su captación es 100% en todo territorio manchego.  
Su sede principal está situada en la ciudad de Guadalajara, aunque el canal también tiene demarcaciones en las provincias de Toledo, Ciudad Real, Cuenca y Albacete. 
El 11 de diciembre de 2015, Telecom CLM interrumpe las emisiones de Popular TV CLM debido a la acumulación de impagos en las cuotas por la difusión de la señal.

## Programación
El canal contaba con una programación de ámbito generalista, es decir que emite todo tipo de contenidos como cine, series y documentales. Sus informativos se basaban única y exclusivamente a noticias ocurridas en el ámbito autonómico de Castilla-La Mancha. 
LUNES a VIERNES
```
08:30 San Fco de Asís
09:00 Cine Matinal
10:30 Callejeando Corto
11:00 La cocina de Mikel Bermejo (Cocina)
11:30 La Sopa Boba (Serie)
12:00 Programa (Redifusion)
13:00 Avance Informativo 
13:10 Helicops (Serie)
14:00 En su punto (Cocina)
14:30 NOTICIAS 1 
15:10 Compañeros (Serie)
16:35 Historia (Documental)
17:00 Nada es para siempre (Serie)
17:30 NOTICIAS 1 (Redifusion)
18:10 Enigma (Infantil)
18:35 El Libro de la Selva (Infantil)
19:00 Avance Informativo
19:05 Tiempo de viajar (Documental)
20:00 La cocina de Mikel Bermejo (Cocina)
20:30 NOTICIAS 2 
21:30 L: Cine Western; M: Enredando; X: El Mentidero; J: Callejeando; V: Cine Clásico
23:00 El Palco de CLM (lunes) 
22:00 Cine Clásico (martes)
22:15 Cine (miércoles)
22:20 Cine (jueves)
23:00 La Previa CLM (viernes)
00:00 NOTICIAS 2 (Redifusion)
01:00 Equipo de Rescate (Serie)
01:45 El Palco de CLM (Debate) (Redifusion)
02:40 Hamburgo 112 (Serie)
03:30 Nada es para siempre (Serie)
04:00 NOTICIAS 2 (Redifusion) 
```

SABADOS
```
08:40 El libro de la selva (Infantil)
09:10 Sandokan (Infantil)
10:10 San Fco de Asís (Infantil)
12:10 Edel & Starck (Infantil)
13:00 La Previa (Rep.)
14:00 En su punto (Cocina)
14:30 NOTICIAS 1 Fin de Semana        
15:05 Tarde de cine
16:40 A tortas con la vida (Serie)
19:20 Enredando (reportajes)
20:00 callejeando corto (reportajes)
20:30 NOTICIAS Fin de Semana 2
21:05 Area zapping (Zapping)
21:40 Las mejores playas (Documental)
22:45 Cine clásico
00:20 NOTICIAS Fin de Semana 2
00:55 Cine
02:40 Enredando (reportaje)
03:20 Cine
```

DOMINGOS
```
08:20 El libro de la selva (Infantil)
08:50 San Fco de Asís (Infantil)
09:20 Delfy y sus amigos (Infantil)
10:45 Ven de viaje (Documental)
11:20 Callejeando
11:50 Programa: “Y tú de quién eres”
12:45 Enredando (reportaje)
13:25 En su punto (Cocina)
14:30 NOTICIAS Fin de Semana 1
15:05 Mundo Submarino (Documental)
15:30 Tarde de cine 
17:10 A tortas con la vida (serie)
20:15 NOTICIAS 2 Fin de Semana
20:45 Cine clásico
22:15 El Mentidero (Rep.)
23:10 NOTICIAS 2 Fin de Semana (red)
23:45 Cine
01:25 Hermanos de leche (serie)
02:40 Tiempo de viajar (documental)
03:35 Hamburgo 112 (serie)
```